# الهاوية (فلم 1989)
الهاوية (بالإنجليزية: The Abyss) هو فيلم خيال علمي أمريكي إنتاج عام 1989 من تأليف وإخراج جيمس كاميرون وبطولة إد هاريس،ماري إليزابيث ماسترانتونيو ومايكل بين، تدور أحداث الفيلم غرق غواصة أمريكية في منطقة البحر الكاريبي، يعمل فريق بحث وإنعاش أمريكي مع طاقم منصة نفطية ، في سباق ضد السفن السوفيتية لاستعادة القارب. في أعماق المحيط يواجهون شيئًا غير متوقع.
تم عرض الفيلم في 9 أغسطس 1989 وحقق إيرادات وصلت ل 90 مليون دولار  مقابل ميزانية بلغت 43-47 مليون دولار، فازت بجائزة الأوسكار لأفضل مؤثرات بصرية وتم ترشيحها لثلاث جوائز أكاديمية أخرى.

## سينايو الفيلم
واجهت الغواصة الأمريكية من فئة أوهايو يو إس إس مونتانا في يناير 1994 جسمًا مغمورًا مجهول الهوية وتغرق بالقرب من حوض كايمان. مع تحرك السفن السوفيتية لمحاولة إنقاذ الغواصة وتحرك إعصار فوق المنطقة، أرسلت الحكومة الأمريكية فريق قوات خاصة إلى ديب كور، وهي منصة حفر تجريبية تحت الماء مملوكة للقطاع الخاص بالقرب من حوض كايمان لاستخدامها كقاعدة للعمليات. تصر مصممة المنصة الدكتورة ليندسي بريجمان على العمل مع فريق قوات الخاصة، على الرغم من أن زوجها المنفصل فيرجيل بريغمان هو رئيس العمال الحالي.
أثناء التحقيق الأولي في مونتانا، أدى انقطاع التيار الكهربائي في غواصات الفريق إلى رؤية ليندسي لضوء غريب يدور حول الغواصة والتي أطلقت عليها فيما بعد اسم "ذكاء غير أرضي" يُطلب من الملازم هيرام كوفي ، قائد فريق قوات الخاصة، تسريع مهمتهم وأخذ واحدة من الغواصات الصغيرة دون إذن من ديب كور لاستعادة رأس صاروخ ترايدينت من مونتانا، فيما تضرب العاصفة أعلاه، مما يترك الطاقم غير قادر على قطع الاتصال من سفينة الدعم السطحي في الوقت المناسب. تمزق الرافعة الكبلية من السفينة وتسقط في الخندق ، وتسحب القلب العميق إلى الحافة قبل أن تتوقف. غمرت المياه المنصة جزئيًا مما أسفر عن مقتل العديد من أفراد الطاقم وإلحاق الضرر بأنظمة الطاقة الخاصة به.
ينتظر الطاقم العاصفة حتى يتمكنوا من استعادة الاتصالات وإنقاذهم. أثناء كفاحهم ضد البرد وجدوا أن "ذكاء غير أرضي" شكلت عمودًا متحركًا من الماء لاستكشاف الحفارة، والتي تعادلها مع نسخة غريبة من مركبة يتم تشغيلها عن بُعد. على الرغم من أنهم يعاملونها بفضول ، إلا أن كوفي مهتاج ويقطعها إلى نصفين عن طريق إغلاق حاجز ضغط عليه مما يتسبب في تراجعها. وإدراكًا منه أن كوفي يعاني من جنون العظمة من متلازمة عصبية الضغط المرتفع، يتجسس الطاقم عليه من خلال مركبة تحت الماء تعمل عن بعد، ويجده مع فريق قوات الخاصة آخر يسلحان الرأس الحربي لمهاجمة "ذكاء غير أرضي". لمحاولة إيقافه، عند اذ يحارب فيرجيل كوفي لكن يتمكن كوفي من الهرب في غواصة صغيرة برأس حربي مُجهز ؛ يطارد كوفي و ليندسي في الغواصة الأخرى، مما يؤدي إلى إتلاف كليهما. بالرغم من قدرة كوفي على إطلاق الرأس الحربي في الخندق، لكن غواصته تنجرف فوق الحافة وتنهار من الضغط، مما يؤدي إلى مقتله. غواصة بريغمان صغيرة غير صالحة للعمل وتستهلك الماء ؛ بوجود بدلة غوص واحدة فقط تختار ليندسي الدخول في انخفاض درجة حرارة الجسم العميق وتحفيز رد فعلها للغطس عندما يبتلعها ماء المحيط البارد. يسبح بريغمان إلى المنصة بجسدها؛ هناك يستخدم هو والطاقم مزيل الرجفان ويقومون بإجراء الإنعاش القلبي الرئوي وتمكنوا من إنعاشها بنجاح.
تقرر أنه يجب نزع سلاح الرأس الحربي والذي يقع أسفله بأكثر من ميلين. يساعد بريغمان رجولين على استخدام بدلة غوص تجريبية مزودة بجهاز تنفس سائل للبقاء على قيد الحياة حتى هذا العمق، على الرغم من أنه لن يكون قادرًا على التواصل إلا من خلال لوحة مفاتيح على البدلة. يبدأ بريغمان الغوص بمساعدة صوت ليندسي لإبقائه متماسكًا ضد تأثيرات الضغط المتصاعد، ويصل إلى الرأس الحربي. يرشده أحد الطاقم في نزع سلاحه بنجاح. مع بقاء القليل من الأكسجين في النظام، يوضح بريغمان أنه كان يعلم أنها كانت رحلة باتجاه واحد، وأخبر ليندسي أنه يحبها. بينما ينتظر الموت، يقترب "ذكاء غير أرضي" من بريغمان، ويأخذ بيده ويوجهه إلى مدينة غريبة ضخمة في أعماق الخندق. في الداخل تخلق أجهزة "ذكاء غير أرضي" جيبًا في الغلاف الجوي لبريغمان، مما يسمح له بالتنفس بشكل طبيعي. ثم تقوم "ذكاء غير أرضي" بتشغيل رسالة بريغمان إلى زوجته وينظرون إلى بعضهم البعض بفهم.
في ديب كور، ينتظر الطاقم الإنقاذ عندما يرون رسالة من بريغمان تفيد بأنه التقى ببعض الأصدقاء ويحذرهم من الصمود. اهتزاز القاعدة والأضواء من الخندق تبشر بوصول السفينة الغريبة. يرتفع إلى سطح المحيط ، مع ديب كور والعديد من السفن السطحية جنحت على بدنها. يخرج طاقم ديب كور من المنصة متفاجئًا بأنهم لم يمتوا من تخفيف الضغط المفاجئ. يرون بريغمان يخرج من السفينة الغريبة وليندسي تسابق لعناقه.

## وصلات خارجية
- مقالات تستعمل روابط فنية بلا صلة مع ويكي بيانات